# Hydrocoel
Das Hydrocoel (von griechisch hydor ‚Wasser‘, und griechisch koilos ‚hohl‘) bezeichnet einen Abschnitt des Coeloms bei Stachelhäutern.
Es handelt sich dabei um den Teil, der sich aus dem Mesocoel, also dem mittleren Abschnitt des Coeloms, entwickelt. Er bildet das Ambulacralsystem der Tiere, das aus einem zentralen Ring sowie fünf Radiärkanälen besteht.